# Marta Verona
Marta Verona (Palermo, 28 giugno 1994) è una cestista italiana.
Ala di 174 cm, ha giocato in Serie A1 con Palermo e San Martino.

## Carriera
Marta Verona è una bandiera del Verga: l'ala vi ha giocato dalla Serie B all'A1, nell'escalation che ha portato le palermitane al vertice passando da B d'Eccellenza, A3 e A2. Nell'ultima stagione, è stata capitana dell'Alma Basket Patti, con cui è giunta fino alle semifinali di A2.